# سوپرجام فوتبال ایتالیا ۲۰۰۷

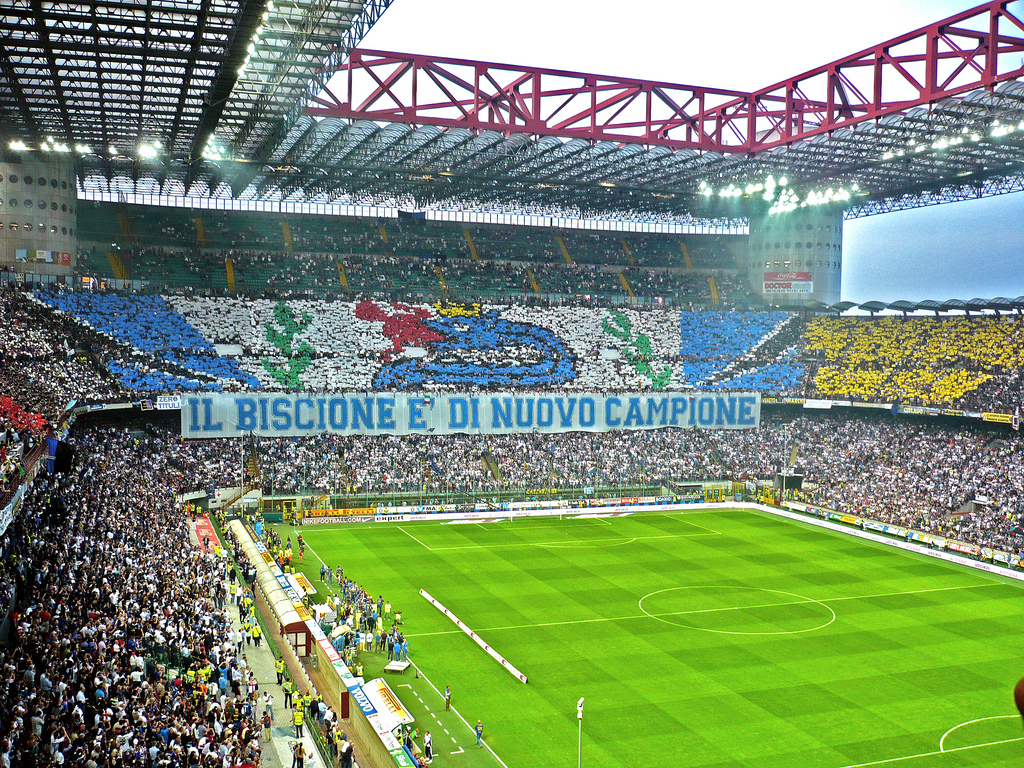
نمایی از ورزشگاه سن سیرو محل برگزاری فینال

سوپر جام فوتبال ایتالیا ۲۰۰۷ (انگلیسی: 2007 Supercoppa Italiana) بیستمین دورهٔ مسابقهٔ سوپر جام فوتبال ایتالیا بود که بین قهرمان سری آ و قهرمان جام حذفی فوتبال ایتالیا برگزار شد.
این دیدار در تاریخ ۱۹ اوت ۲۰۰۷ برگزار شد و آ. اس. رم به مقام قهرمانی دست یافت.

## تیم‌ها
- اینتر میلان: قهرمان سری آ فصل ۰۷-۲۰۰۶
- آ. اس. رم: قهرمان جام حذفی ایتالیا فصل ۰۷-۲۰۰۶